# Teatro da Costa do Pacífico da Guerra Civil Americana
O Teatro da Costa do Pacífico da Guerra Civil Americana consiste em grandes operações militares nos Estados Unidos, no Oceano Pacífico e nos estados e territórios a oeste da Divisão Continental. O teatro foi englobado pelo Departamento do Pacífico, que incluiu os estados da Califórnia, Oregon e Nevada, os territórios de Washington, Utah e Idaho.
As operações de destacamentos de tropas voluntárias da União, principalmente da Califórnia, algumas do Oregon, e algumas companhias do Território de Washington, foram direcionadas principalmente contra os indígenas americanos no teatro. As forças regulares da União e dos Confederados não se reuniram diretamente no Departamento do Pacífico, exceto no Território do Novo México. No entanto, as operações foram dirigidas contra os irregulares dos Confederados na Califórnia e fortes guarnições foram colocadas no Sul da Califórnia e no Sul do Novo México para controlar a região que tinham fortes simpatias aos Confederados.
Os navios de guerra da Marinha dos Estados Confederados que operavam no Oceano Pacífico, mas as operações navais não conseguiram interromper o comércio para o Leste dos Estados Unidos. O CSS Shenandoah, disparou o último tiro da guerra no Mar de Bering ao largo da costa do Alasca. Tentativas dos Confederados de comprar ou apreender navios para o comércio invadindo a costa oeste foram frustradas por oficiais da União e do Esquadrão do Pacífico.

## Crise da Secessão na Costa Oeste
Durante a crise de secessão após a eleição de Abraham Lincoln como Presidente dos Estados Unidos em 1860, um grupo de simpatizantes do sul da Califórnia fez planos para se separar do Oregon para formar uma "República do Pacífico". Seus planos se baseavam na cooperação do coronel (general-de-brigada Brevet) Albert Sidney Johnston, com sede em Benicia, Califórnia, que comandava todas as tropas da União do Departamento do Pacífico. Johnston se reuniu com alguns desses homens do Sul, mas antes que pudessem propor algo a ele, ele disse que ouvira rumores de uma tentativa de tomar os fortes de São Francisco e o arsenal em Benicia, que ele havia se preparado para isso e defenderia as instalações sob seu comando com todos os seus recursos e até a última gota de seu sangue. Ele lhes disse para contar isso para seus amigos. Privado de sua ajuda, os planos para a Califórnia e o Oregon para se separar dos Estados Unidos nunca se concretizaram. Enquanto isso, os homens da União temiam que Johnston ajudasse tal conspiração e telegrafasse a Washington, D.C. pedindo sua substituição. O general-de-brigada Edwin Vose Sumner foi logo enviado para o oeste pelo Panamá para substituir Johnston em março de 1861. Johnston renunciou sua comissão em 9 de abril, e depois que Sumner chegou em 25 de abril, Johnston entregou seu comando e se mudou com sua família para Los Angeles.
Em 28 de março de 1861, o recém-formado Território do Arizona votou pela separação do Território do Novo México e se juntou aos Confederados. Isso aumentou o receio dos oficias da União de um movimento separatista para separar o Sul da Califórnia do resto da Califórnia e se juntar aos Confederados. Esse temor foi baseado no demonstrado desejo do sul californiano de se separar do resto da Califórnia, no esmagador voto para a Lei de Pico de 1859, a força dos Confederados na área, e suas intenções e atividades declaradas, especialmente na formação de companhias de milícia.

## Operações contra secessionistas e os Confederados

### Eclosão da Guerra Civil Americana

#### Protegendo o Sul da Califórnia
No início da Guerra Civil Americana, a secessão do Sul da Califórnia parecia possível. A população era em grande parte a favor da separação da Califórnia, foram formadas milícias com simpatias secessionistas, e o Bandeira do Urso, a bandeira da Revolta da Bandeira do Urso, foi hasteada por vários meses por secessionistas nos condados de Los Angeles e San Bernardino. Depois que a notícia da Batalha de Fort Sumter chegou à Califórnia, houve manifestações públicas de secessionistas. Apenas San Diego tinha uma pequena guarnição da União. No entanto, quando três companhias da cavalaria da União foram transferidas de Fort Mohave e o [Fort Tejon]] para Camp Fitzgerald, em Los Angeles, entre maio e junho de 1861, a secessão rapidamente se tornou impossível.
Suspeito pelas autoridades locais da União, o general Joseph E. Johnston evitou a prisão e se juntou à companhia de milícias secessionistas, a Los Angeles Mounted Rifles, em particular, deixando o Rancho da Warner em 27 de maio em sua jornada pelos desertos do Sudoeste do Texas, atravessando o rio Colorado no Território Confederado do Arizona, em 4 de julho. Andrew Jackson King, suboficial do Condado de Los Angeles, e outros homens influentes de El Monte, Califórnia, que formaram outra milícia secessionista em 23 de março, os Monte Mounted Rifles, foram frustrados em seus planos de ajudar Johnston quando o suboficial King atacou as autoridades da União e quando oficiais do exército em San Pedro levaram um carregamento de armas de John G. Downey, o governador da Califórnia, impedindo a ativação dos Regimentos Mounted Rifles.
Encarregado de toda a supervisão dos condados de Los Angeles, San Bernardino, San Diego e Santa Bárbara, em 16 de agosto, o major William Scott Ketchum viajou de São Francisco para San Pedro e fez uma rápida marcha para acampar perto de San Bernardino em 26 de agosto, e com as companhias D e G do 4.° Regimento de Infantaria mais tarde reforçaram no início de setembro por um destacamento de 90 homens do 1.° Regimento de Cavalaria e um obus. Exceto pelos frequentes ataques em seu acampamento, a guarnição de Ketchum abafou qualquer levante secessionista de Belleville, Califórnia, e uma demonstração de força do 1.° Regimento de Cavalaria nas ruas de San Bernardino, no final do dia das eleições, reprimiu uma manifestação política secessionista durante as eleições para governador em setembro no Condado de San Bernardino. Os comandantes da União confiariam nos San Bernardino Mounted Rifles e no capitão Clarence Edmund Bennett para obter informações e ajudar na manutenção do condado pró-Sul de San Bernardino para a União no final de 1861, quando as tropas da União fossem retiradas e substituídas pelos voluntários da Califórnia.
Em 25 de setembro, foi estabelecido o Distrito do Sul da Califórnia, com sua primeira sede em Camp Latham, a oeste de Los Angeles; foi posteriormente transferido para Drum Barracks. Este distrito foi formado pela primeira vez para controlar a população majoritária secessionista no Sul da Califórnia. Esse distrito incluía o Condado de Tulare, ao norte, que na época era muito maior do que é agora, incluindo tudo o que são agora condados de Kings, Kern e Inyo e parte do Condado de Fresno. De Camp Latham, os soldados regulares de Ketchum foram aliviados em 20 de outubro por três companhias da 1.° Cavalaria da Califórnia enviadas para o Condado de San Bernardino e estabelecer Camp Carleton e, mais tarde, Camp Morris. Tropas voluntárias também foram enviadas para o Camp Wright, no Condado de San Diego, para assistir a aproximação por terra ao Sul da Califórnia, através do Deserto do Colorado, vindo de Fort Yuma, localizado na margem oeste do rio Colorado. Eles também deveriam interceptar simpatizantes secessionistas que viajavam para o leste para se juntar ao Exército Confederado.
Em março de 1862, todas as tropas em Camp Latham foram transferidas para Camp Drum, deixando uma companhia de soldados para observar a área de Los Angeles. Após as inundações em Camp Carleton, no Grande Dilúvio de 1862, a guarnição se deslocou para o New Camp Carleton, perto do viveiro secessionista de El Monte. Durante o resto da Guerra Civil Americana, as guarnições da União foram mantidas no Sul da Califórnia.

#### Campanha de California Column
No início de 1862, a sede do Distrito foi usada como base para a campanha de California Column no Território Confederado do Arizona. A Califórnia enviou alguns de seus Regimentos Voluntários para o leste para limpar as guarnições Confederadas do sul do Território do Novo México e do oeste do Texas em torno de El Paso. Posteriormente, as unidades da Califórnia permaneceram lá como guarnições combatendo os Navajos, Comanches e os Apaches até depois da Guerra Civil Americana, quando foram libertados pelas tropas da União em 1866. Em março de 1865, o Território do Arizona, sob o controle militar do Distrito do Arizona, foi transferido do Departamento do Novo México para o Departamento do Pacífico e em julho de 1865 para o Departamento da Califórnia.

### Operações do Esquadrão do Pacífico
Por causa do bloqueio dos Confederados, a Marinha da União não pôde poupar muitos navios para proteger os portos e navios da Costa do Pacífico e o Esquadrão do Pacífico permaneceu pequeno. Um navio estava sempre na estação na Cidade do Panamá para proteger o Terminal do Pacífico das cargas de ouro transportadas pelos navios do Pacific Mail Steamship Company. Os navios restantes patrulhavam a costa entre o Panamá e a Colúmbia Britânica, conforme necessário. O Estaleiro Naval da Ilha Mare, na Baía de São Francisco, era a base permanente do Esquadrão.

#### Defesas Costeiras do Pacífico
Para proteger os portos, especialmente a Baía de São Francisco, o ponto de embarque de ouro e prata da costa do Pacífico, de possíveis ataques de corsários Confederados ou das frotas dos impérios britânico ou francês, fortes foram construídos ou melhorados. Fortificações costeiras em Fort Point e Camp Sumner foram construídas na beira do Presídio de São Francisco, bem como em Fort Baker em Marin Headlands. Um forte da era da Guerra Civil Americana, o Posto da Ilha de Alcatraz ou o Forte Alcatraz, em uma ilha rochosa no interior do Portão Dourado, serviu como uma prisão para secessionistas e mais tarde se tornou a infame Penitenciária Federal de Alcatraz. A Baía de São Francisco também foi protegida pelo Benicia Arsenal, Fort Mason no Point San Jose de San Francisco e Camp Reynolds na Angel Island.
Na foz do rio Columbia, dois fortes foram estabelecidos. Em 1862, um acampamento chamado Post at Cape Disappointment (mais tarde Fort Cape Disappointment) foi estabelecido no Território de Washington. Fortificações foram construídas e artilharia instalada para cobrir a foz do rio. Em 1863, o Forte de Point Adams (mais tarde Fort Stevens) foi estabelecido em Oregon, na margem sul, na foz do rio Columbia, para fazer a mesma função que o Fort Cape Disappointment. Postos também existiam ou foram estabelecidos nos portos de San Diego, San Pedro Bay, Santa Bárbara, Noyo, Humboldt Bay na Califórnia e Fort Vancouver no Oregon. Em 1864, a Ilha de Santa Catalina foi tomada por forças da União, um posto estabelecido e guarnecido, e a população removida para evitar que fosse usada como base para corsários. Por algum tempo, as autoridades da União consideraram que era um local de reserva para os índios capturados na Guerra de Bald Hills, mas isso nunca aconteceu.

#### Incidentes navais
Após o fracasso da Campanha do Novo México e até o fim da Guerra Civil Americana, algumas tentativas foram feitas pela Marinha Confederada para confiscar ouro e prata para os Confederados ou para atacar o comércio da União no Oceano Pacífico.

##### Apreensão doJ. M. Chapman
Em 1863, Asbury Harpending, depois de viajar secretamente para Richmond para obter uma carta de marca, se juntou a outros membros da Califórnia dos Cavaleiros do Círculo Dourado em São Francisco para equipar a escuna J. M. Chapman como corsário Confederado na Baía de São Francisco. Seu objetivo era invadir e capturar navios na costa do Pacífico carregando carregamentos de ouro e prata para apoiar os Confederados. Sua tentativa foi detectada e eles foram apreendidos em 15 de março, na noite de sua partida prevista, pelo USS Cyane, oficiais de receita e a polícia de São Francisco.

##### Conspiração para capturar o USLHTShubrick
Após a apreensão do J. M. Chapman, os homens da União em todo o litoral ficaram alarmados e mais alertas para outras tentativas de conseguir uma embarcação para esse fim. Entre os documentos capturados do J. M. Chapman, havia uma carta divulgando planos para a captura do USLHT Shubrick, mas o esquema parecia ter sido abandonado. No entanto, em Victoria, Colúmbia Britânica, Allen Francis, o cônsul dos Estados Unidos acreditava ter descoberto uma conspiração para capturar o USLHT Shubrick. Allen suspeitava que o capitão do USLHT Shubrick e alguns de sua tripulação fossem parte dessa trama. Ele providenciou que o navio fosse levado e embarcado de volta aos Estados Unidos por um segundo oficial de confiança e membros da tripulação, enquanto o capitão e o restante da tripulação estavam em terra em Victoria. Allen mais tarde acreditou que havia uma conspiração de simpatizantes Confederados em Victoria para comprar navios na Colúmbia Britânica e equipá-los como corsários Confederados. No entanto, esse enredo nunca aconteceu.

##### Piratas doSalvador
Na primavera de 1864, a Marinha dos Estados Confederados ordenou que o capitão Thomas Egenton Hogg e seu comando subissem a bordo de um navio costeiro na Cidade do Panamá, a apreendessem em alto-mar, armariam-na e atacariam os navios do Pacific Mail Steamship Company e os baleeiros da região do Pacífico Norte. Em Havana, Cuba o cônsul americano Thomas Savage soube dessa conspiração e notificou o contra-almirante George F. Pearson na Cidade do Panamá. O almirante viu os passageiros embarcando nos navios a vapor na Cidade do Panamá e, quando o comando de Hogg foi encontrado a bordo do navio Salvador da Ferrovia do Panamá, uma força de USS Lancaster os prendeu e os levou para São Francisco. Tentados por uma comissão militar, os "Piratas do Salvador" foram condenados a serem enforcados, mas o general Irvin McDowell comutou suas sentenças. Para evitar novas tentativas de captura na costa do Pacífico, o general McDowell ordenou que cada passageiro a bordo dos navios mercantes americanos entregasse todas as armas ao embarcar no navio e todos os passageiros e toda bagagem foram revistados. Todos os oficiais estavam armados para a proteção de seus navios.

##### Incursão no Comércio Confederado
O CSS Alabama operou no Pacífico por apenas algumas semanas no sudoeste do Pacífico, capturando três navios. O CSS Shenandoah foi o segundo e último atacante confederado a entrar no Oceano Pacífico. No entanto, seus ataques chegaram tarde demais, no final ou depois da guerra, e causaram a maior parte de seus danos após o término da guerra, capturando 38 navios, a maioria baleeiros. Quando a notícia dos ataques chegou, o Esquadrão do Pacífico enviou navios para caçar o invasor, mas não a encontrou. Até então, o comandante James Iredell Waddell, capitão do CSS Shenandoah, havia descoberto que a guerra havia terminado. Ele fugiu para a Reino Unido para evitar ser julgado por pirataria.

## Guerras Indianas no Departamento do Pacífico
A classificação da campanha foi  estabelecida pelo Serviço Nacional de Parques dos Estados Unidos lista apenas uma campanha e uma batalha neste teatro, a Batalha de Bear River. No entanto, isso não está correto; houve várias campanhas contra várias tribos indígenas além do leste do Shoshone, como descrito abaixo.
No norte da Califórnia, houve a Guerra de Bald Hills (1858–1864) em andamento contra Chilula, Lassik, Hupa, Mattole, Nongatl, Sinkyone, Tsnungwe, Wailaki e Whilkut. Desde 12 de dezembro de 1861, este teatro foi incorporado ao Distrito militar de Humboldt com sede em Fort Humboldt. A Guerra de Bald Hills foi essencialmente uma guerra irregular prolongada que exigia guarnições que protegiam assentamentos e escoltavam trens de carga e também patrulhas longas às vezes resultando em escaramuças.
As unidades da Califórnia permaneceram no Território do Novo México e no oeste do Texas como guarnições que defendiam a área desde o retorno dos Confederados e lutaram contra os Navajo e Apache até depois da Guerra Civil Americana, quando foram aliviadas pelas tropas da União em 1866.
Em 1862 a 1863, as unidades da Cavalaria da Califórnia do Distrito do Sul da Califórnia travaram a Guerra Indígena de Owens Valley contra os Paiutes de Owens Valley, ou Numa, e contra seus aliados entre os Kawaiisu nas Montanhas Sierra a oeste.
Durante a Guerra Civil Americana, as patrulhas de voluntários do Oregon e da Califórnia tiveram vários confrontos com os Ute, Goshute, Paiute, Povo Bannock e Shoshone no Oregon e nos Territórios de Washington (mais tarde Idaho), Utah e Nevada (A partir de 1863, Estado de Nevada). No entanto, a invasão do território dos índios Serpentes por garimpeiros em 1863 provocou a Guerra das Serpentes. Os Voluntários da Califórnia, Oregon e Território de Washington lutaram contra os índios Serpentes até serem libertados pelas tropas da União no final de 1865; a guerra continuou até 1868.
Outras operações a leste das Montanhas Rochosas e a oeste do rio Mississippi estão incluídas no Teatro Trans-Mississippi.